# Фламінго жовтодзьобий
Фламінго жовтодзьобий або фламі́нго Дже́ймса (Phoenicoparrus jamesi) — південноамериканський дуже рідкісний вид фламінго, що мешкає на гірських плато Анд в Перу, Болівії, Чилі та Аргентини. Філогенетично пов'язаний з видом Phoenicoparrus andinus, проте менший за нього (близько 90 см). Вважався повністю вимерлим, доки в 1956 році не виявили його гніздування на озері Колорадо в Південній Болівії. Занесений у Червоний список Міжнародного союзу охорони природи, статус — вид близький до загрозливого стану.
Живиться діатомовими водоростями. Деякі колонії птахів розташовані в суворих високогірних місцевостях. Про розмноження цього виду відомостей майже немає, відомо, що він гніздиться в колоніях іншого фламінго — Phoenicoparrus andinus.

## Опис
З довжиною тіла 90−92 см і масою близько 2 кг, фламінго Джеймса є одним із найдрібніших представників родини. Довжина тіла малого фламінго (Phoeniconaias minor) становить 80—90 см, а близькоспорідненого андського фламінго (Phoenicoparrus andinus) — 102—110 см. Альфредо Вільям Джонсон (Alfredo William Johnson) зазначив, що в суворих умовах Лагуна-Колорада, основного місцеперебування фламінго Джеймса, визначити менший розмір цього виду в порівнянні з іншими фламінговими важко. Птахів легко переплутати з молодими андськими фламінго.

## Статус збереження
У 2008 році МСОП визначив , що цей вид перебуває під загрозою зникнення , оскільки популяції останніх трьох поколінь цього виду скоротилися.
Найбільшу загрозу для популяції цього виду становить знищення людиною середовища їх проживання. У місцевій культурі крадіжка яєць із гнізда та продаж їх була звичайною практикою, але з тих пір були вжиті заходи для контролю над цим. Екологічні загрози, такі як сильні опади, також можуть вплинути на розмноження виду. Загрози продуктивності діатомових водоростей також загрожують виду, якщо їм доступно достатньо їжі.